# 7600 Vacchi
7600 Vacchi eller 1994 RB1 är en asteroid i huvudbältet som upptäcktes den 9 september 1994 av den italienske astronomen Vincenzo Silvano Casulli vid Colleverde-observatoriet. Den är uppkallad efter den italienska amatörastronomen Ciro Vacchi.
Asteroiden har en diameter på ungefär 9 kilometer.